# Anboto
Anboto (Amboto en castellà) és una muntanya de Biscaia, País Basc, de 1.331 msnm. És una de les muntanyes més rellevants d'Euskal Herria, no sols per la seva importància geogràfica, sinó també per la seva importància cultural. En ella la mitologia basca fixa l'estatge principal de la Dama d'Anboto, Mari, convertint-la en una muntanya gairebé sagrada.

## Descripció
És la major altitud de la Serra d'Anboto o Muntanyes del Duranguesat, coneguts també com "La petita Suïssa", que formen part del Parc Natural d'Urkiola. És una immensa mole de calcària arrecifal molt compacta i de color gris clar, que conté restes de corall colonial massius i grans petxines de rudics i ostreics. La serra, situada a l'Est del parc, recorre aquest en direcció nord-oest-sud-est, situant-se el cim de l'Anboto en el seu extrem oriental.
Per la cara nord, la que treu el cap sobre la vall d'Arrazola, el desnivell és considerable, uns 1.000m, en alguns casos oberts en penya-segats com els que es contemplen en la mateixa boca de la cova de Mari, des de l'Ull de l'Ezkilar o des del de Bentanetan, la gran canal coneguda com a Artaungo sakona. És aquí on està la famosa cara est. Famosa per la seva verticalitat; en ella, se situa la Mariurrika Kobea (o Mariren Koba), l'estatge de Mari, i s'han obert nombroses vies d'escalada, entre les quals es pot destacar l'Est clàssica (M.D. sup, A2, 300 m) o Kanterarik ez (no a la pedrera) (I.D.inf, 400 m).

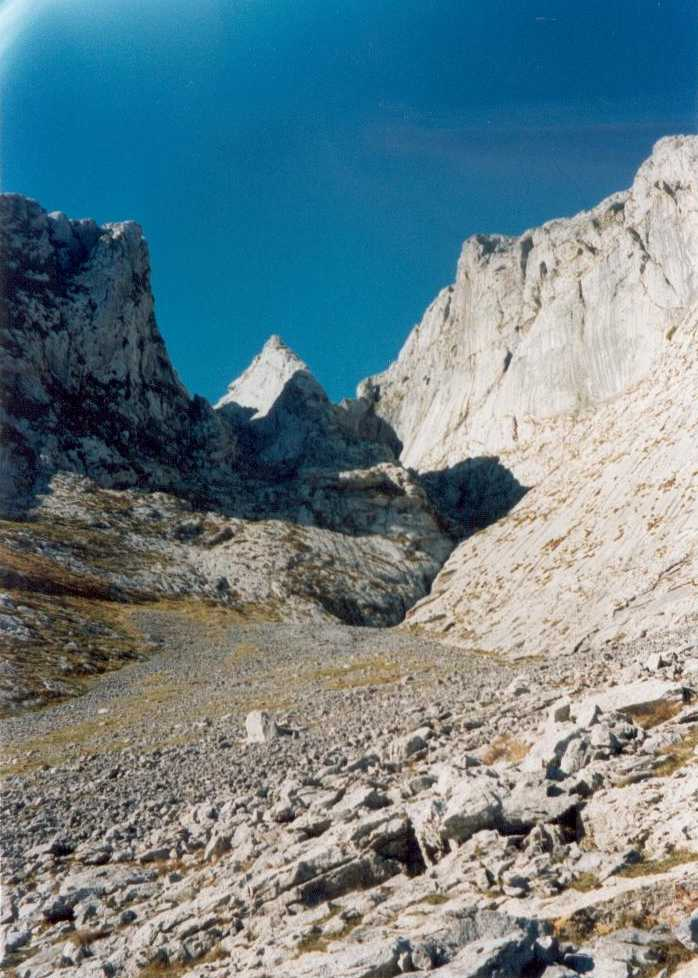
Canal d'Ezkilar sakona o Artaungo sakona. A la dreta la pared est i al fons l'ull de Bentanetan.
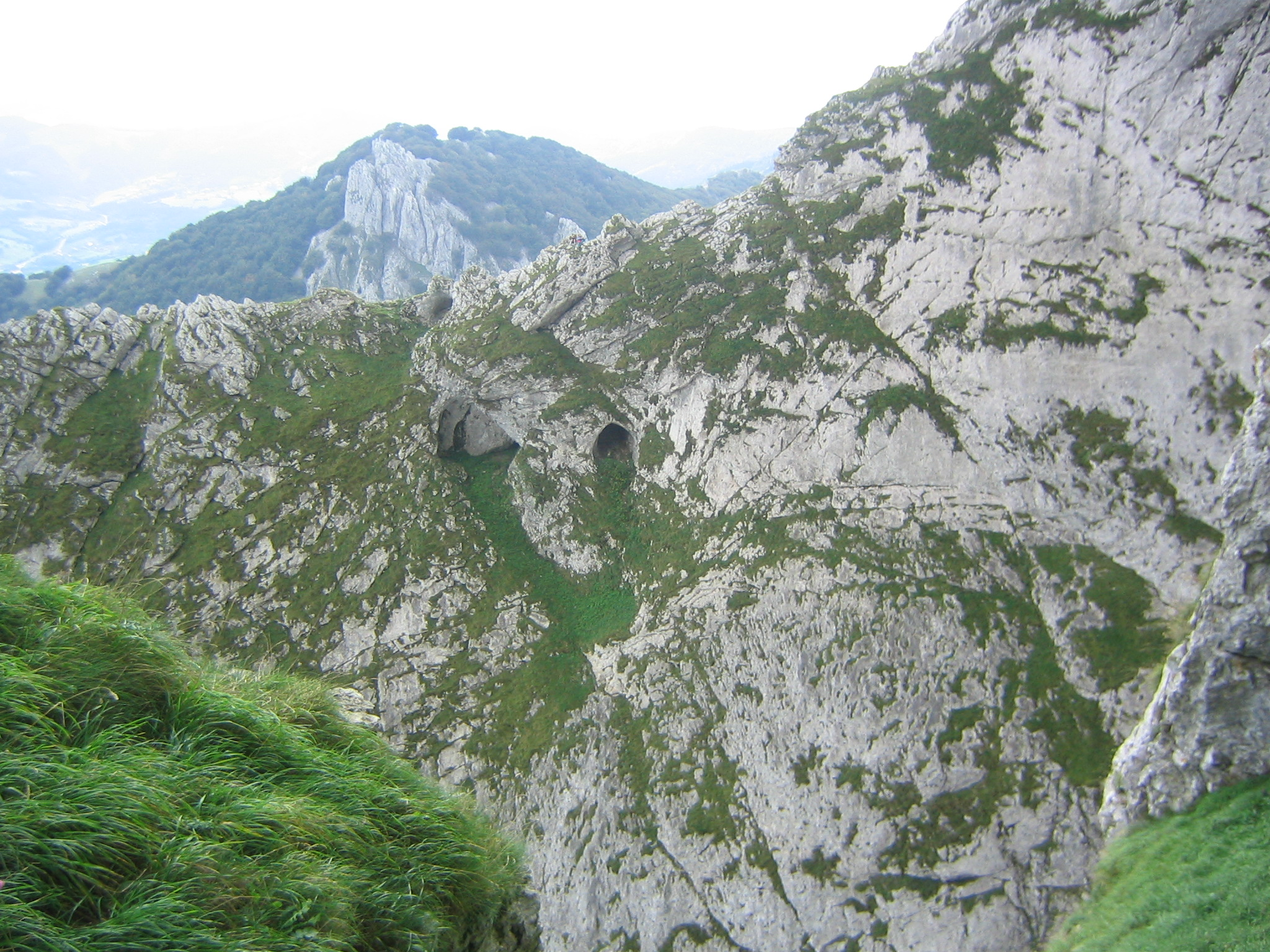
Arista d'Ezkilar, vista des de la cova de Mari.
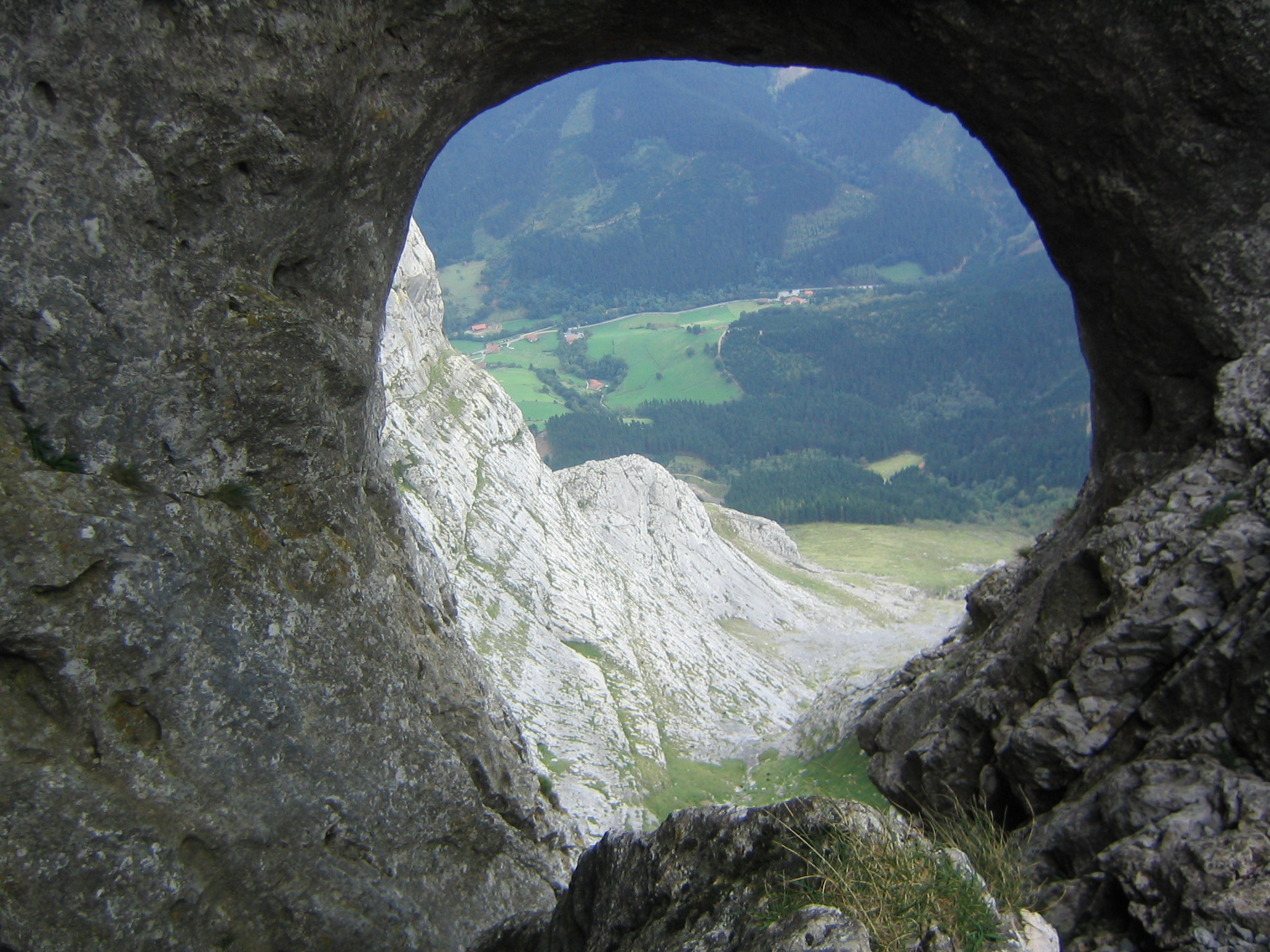
Ull de Bentanetan.
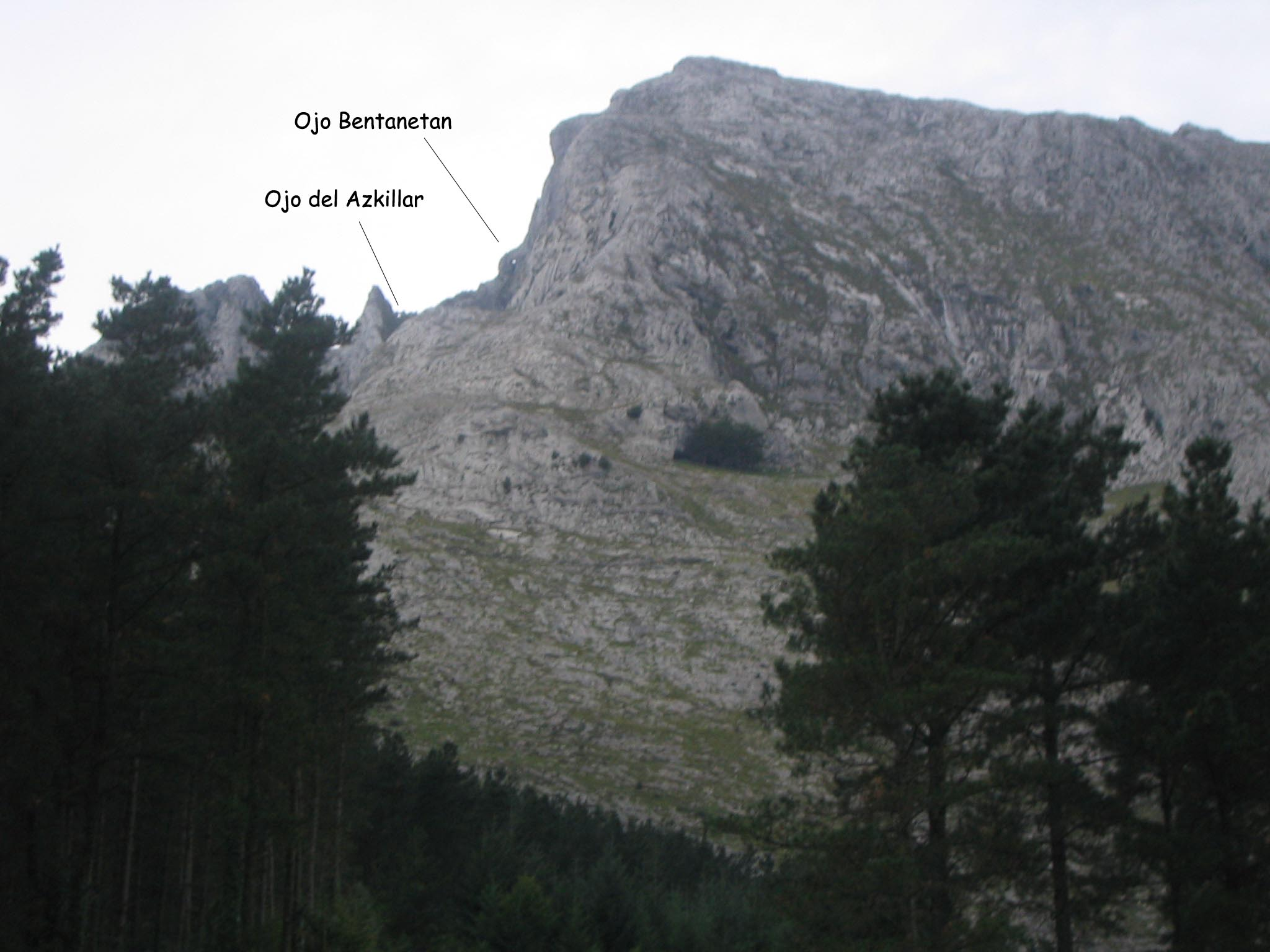
Cara est d'Anboto, vista des d'Arrazola. Es veuen els ulls de Bentanetan i Ezkilar.

La cara sud descendeix més suaument cap al port d'Urkiola, amb menys desnivells, per on s'obren les rutes més populars d'ascens al cim. A l'est forma un bonic serral amb l'Ipizte, anomenat Zabalandi (900 m), des d'on s'alça, impressionant, la mole grisa que forma el seu cim, posant fi, per aquest costat, al seu creatal, que s'inicia en el costat oest amb l'Alluitz.
La seva ascensió, que es pot realitzar per qualsevol de les seves cares, requereix en tots els casos certs cures en discórrer prop dels penya-segats amb impressionants patis.
Anboto, juntament amb la serra a la qual pertany, és un dels cims més característics i conegudes de Biscaia i del País Basc. En el seu cim hi ha un vèrtex geodèsic de segon ordre.

## Mitologia
Anboto ha estat sempre envoltada en la màgia i en la mitologia. No en va, segons la llegenda, en una cova propera al seu cim, en la paret rocosa de la seva part est, té el seu estatge principal Mari, la Dama d'Anboto, i diuen que se la sol veure en la boca de la cova els dies de bon temps, pentinant la seva bonica cabellera rossa amb una pinta d'or, al sol. No és rar tampoc el veure-la passar algunes nits com una gran bola de foc sobre el cel d'Anboto, cap a altres llocs del País Basc on posseeix habitada o al proper Oiz. Depenent d'on es trobi, hi haurà bon o mal temps.

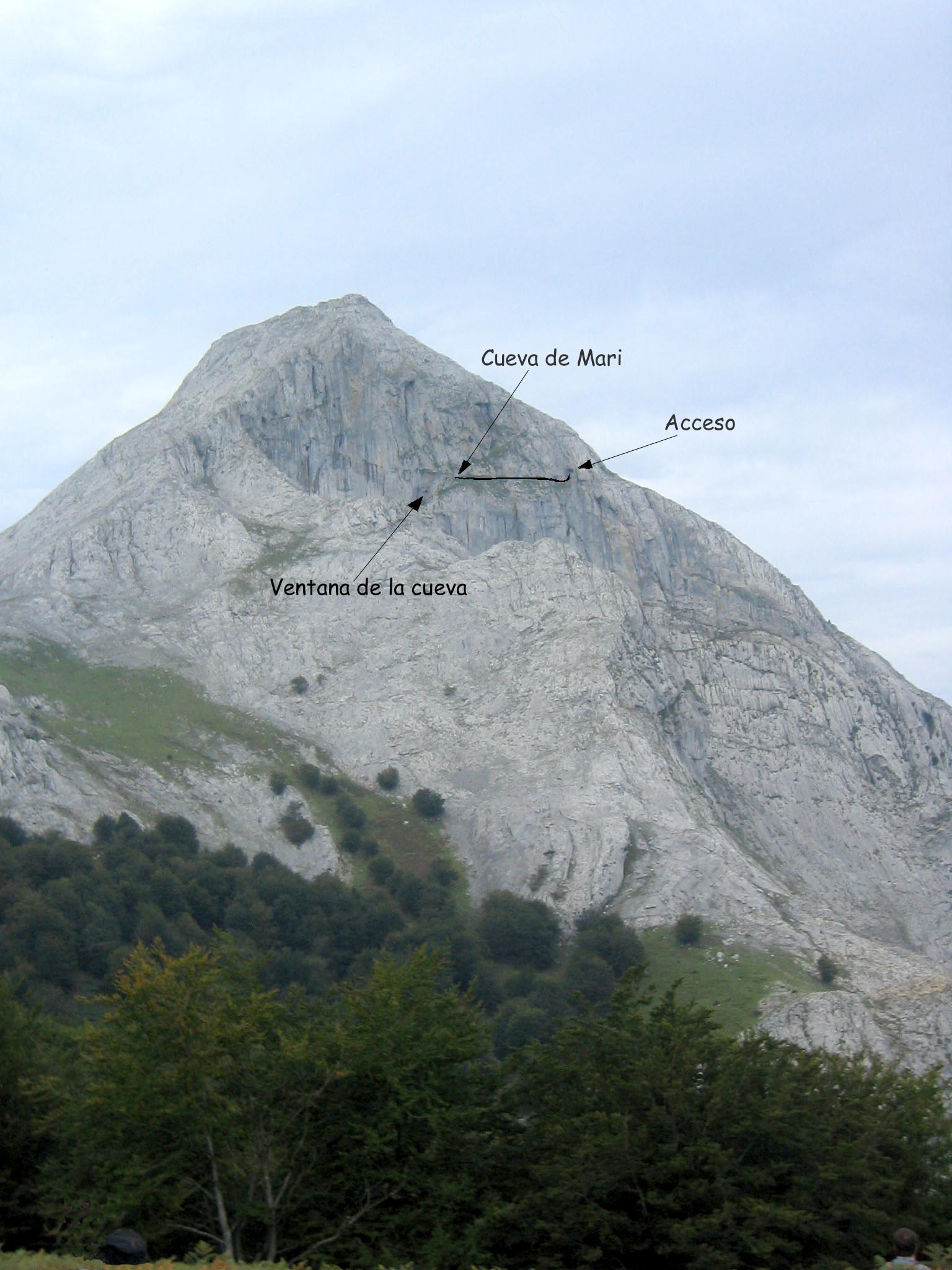
Ubicació de Mariurrika Kobea (la cova de Mari) a la cara est.
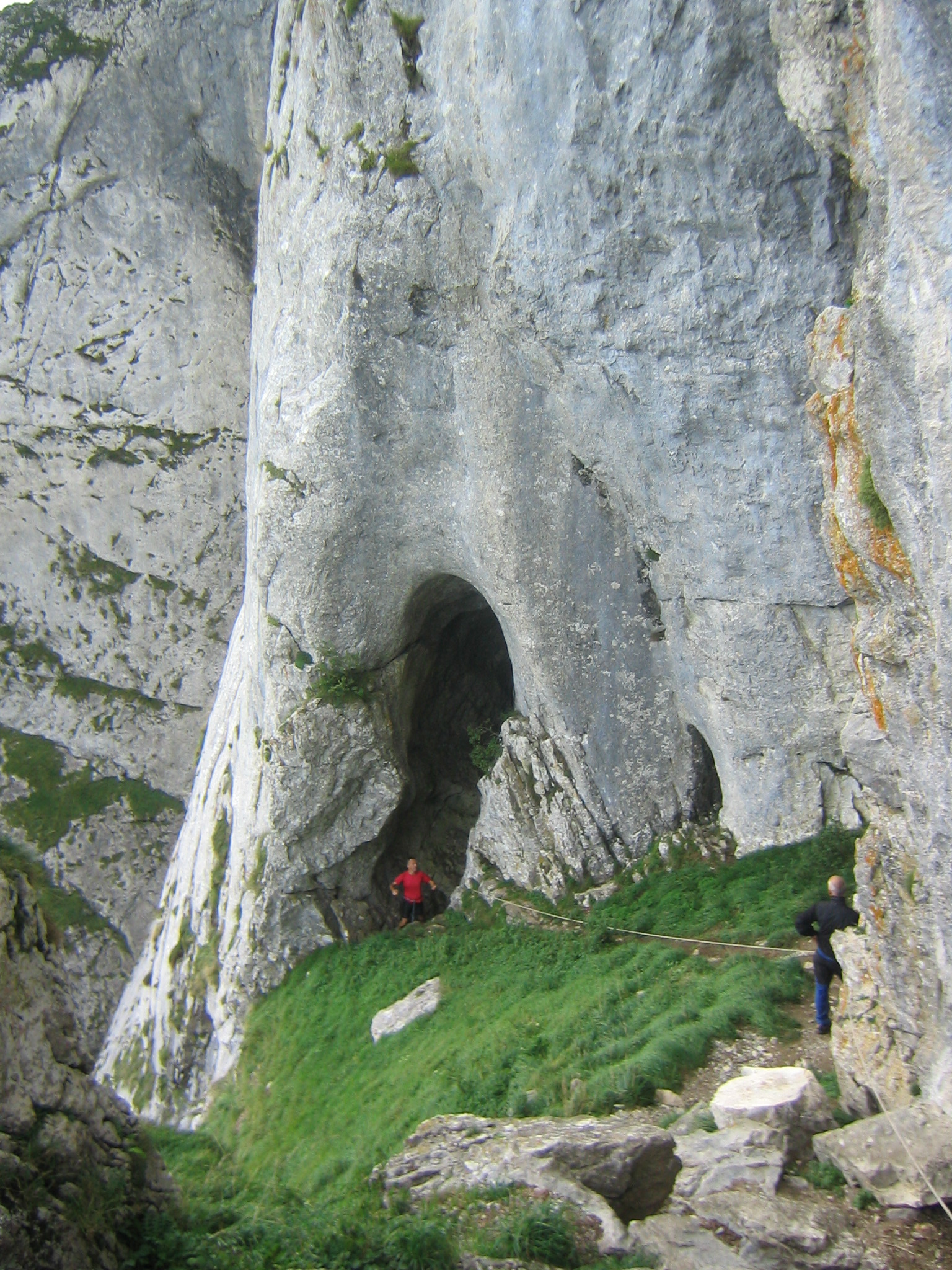
Entrada de la cova.
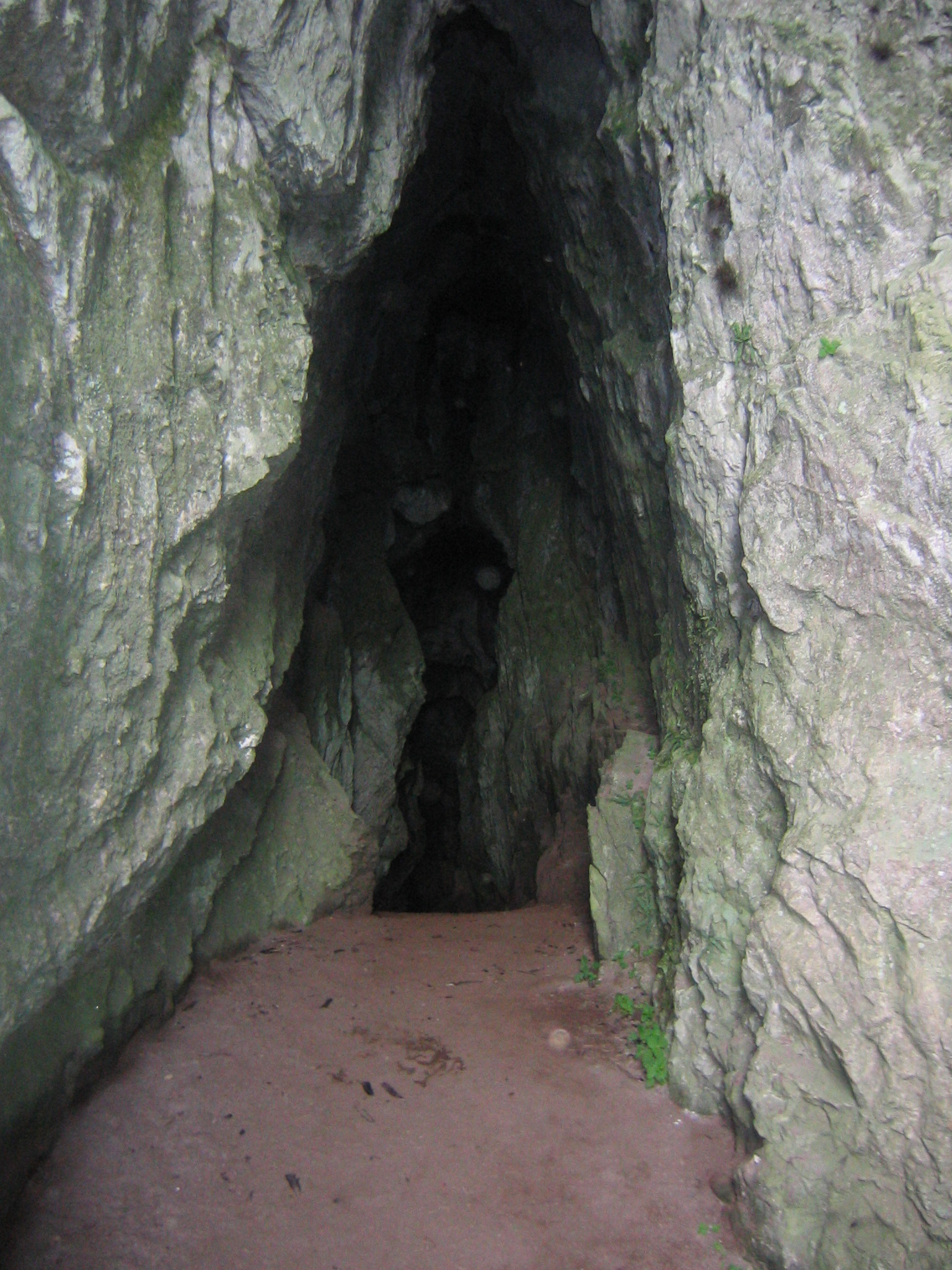
Passadís interior que condueix a les simes.
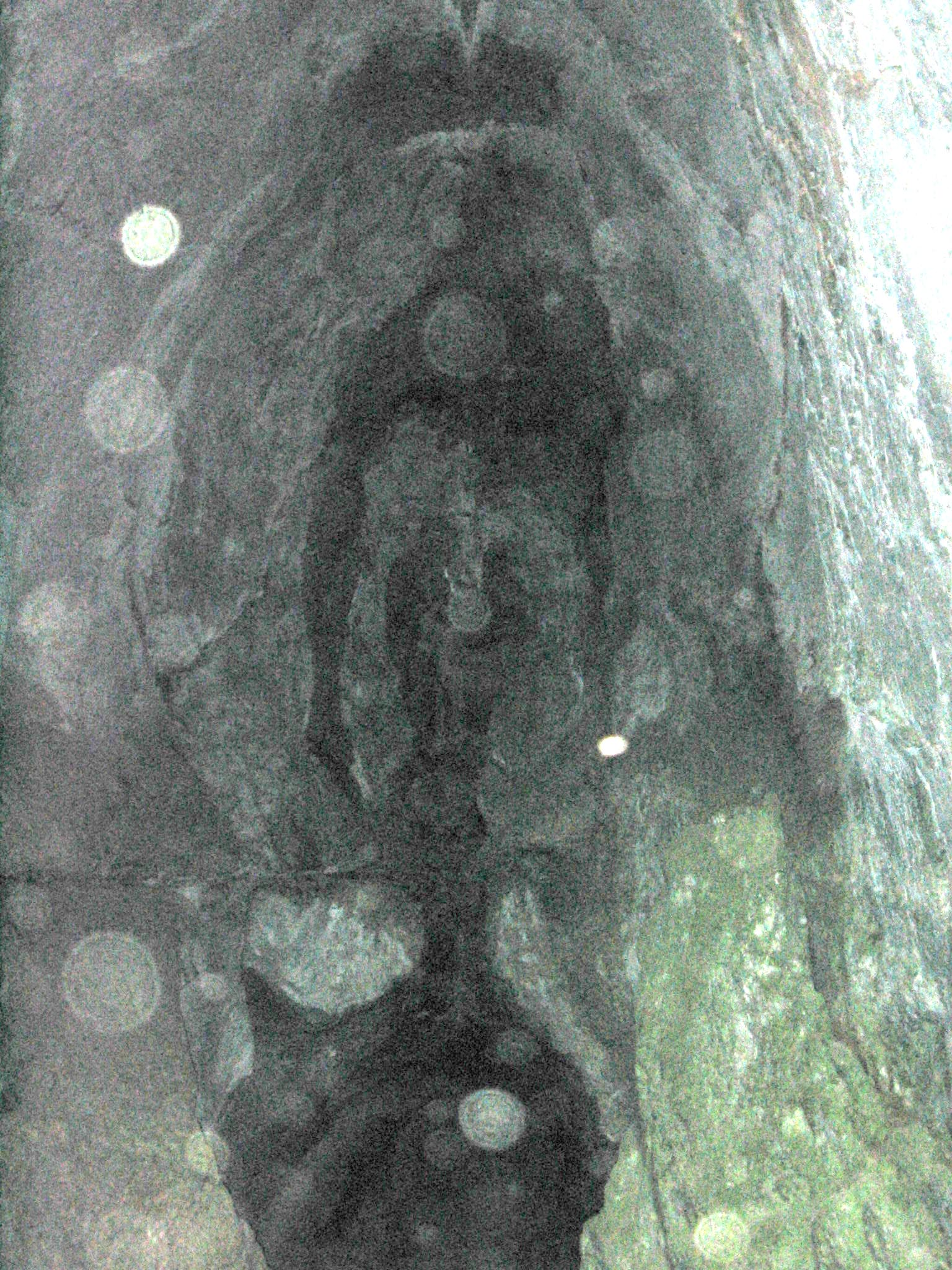
Formació rocosa que forma la cara de Mari.

La imponent bretxa de parets verticals que es forma entre l'Azkillar i el mateix cim d'Anboto, amb penya-segats verticals de més de tres-cents metres de desnivell, està repleta de cavitats, ulls i coves. Els ulls d'Azkillar i Bentanetan són visibles des de la vall d'Arrazola; el de Bentanetan tanca el vèrtex de l'enorme canal d'Artaungo sakona en la seva part superior.
En la paret aquest, just sota el cim, gairebé inaccessible (per arribar-hi cal caminar per una petita cartel·la que es forma en la paret, la qual té un parell de passos dignes de ser salvats degudament encordats -se sol posar un passamans-), a més de 1.000 m d'altitud s'obre la boca de la cova Mariurrika Kobea, on la mitologia ha situat l'estatge principal de Mari. Una boca àmplia en altura, que mitjançant un petit passadís ens condueix a una sala ben il·luminada per una finestra que s'obre, directament, al penya-segat.

Una mostra de la influència mitològica d'aquesta muntanya ens la dona el text de l'ardiaca Pedro Fernández de Villegas, que va escriure sobre 1510 el següent: 
| « | ... i a les muntanyes i províncies de Biscaia, d'uns altres que anomenen de la serra de Amboto que tenien diabòlics errors.../ En els quals tractes també s'entrefiquen, i molt, unes falses dones fetilleres que cridem bruixotes i sorguiñas, les quals fan encanteris i maldats, tenen les seves xerrades i tractes amb els dimonis.../. En els processos que es van fer contra aquells de la serra d'Anboto, es diu i confessa per moltes persones haver vist al diable i parlant-los, de vegades en figura de cabró, altres vegades en figura de mul gran i bell.../ i diuen aquestes que es van reconciliar i van confessar el seu error, que si algunes vegades apareixia el diable en figura d'home, sempre portava algun senyal que demostrava la seva maldat, com una banya al cap o al front, o algunes dents de fora que se sortien fora de la boca, o una cosa semblant. | » |

La influència d'aquestes creences en els processos inquisitorials practicats a Durango en 1500 per heretgia, en els que van ser condemnades a la foguera deu dones, conegudes com a las durangas, i un home (i cremats els ossos d'unes altres sis mortes) va ser rellevant.

## Ascensos

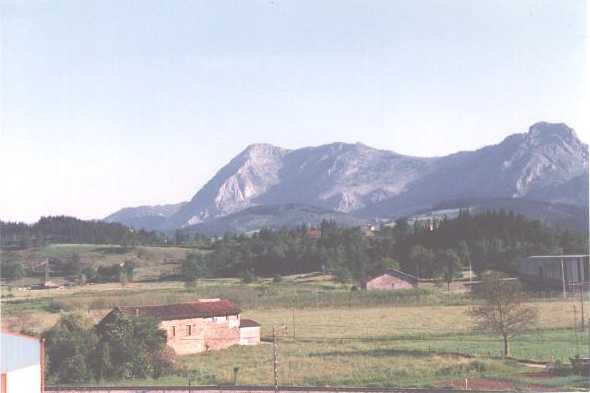
Vista del crestal d'Anboto per la cara nord.

Les rutes d'ascens al mític cim d'Anboto es pot realitzar des dels quatre punts cardinals, les seves parets, els seus crestals i penya-segats són salvables si es fa amb cura.
Tantes rutes d'ascens donen també una enorme varietat en les seves característiques, des de les més simples on el desnivell acumulat és de 600 m fins a les més exigents amb desnivells d'1.100 m. La roca calcària, en molts llocs formant alguna petita pedrera, és la que conforma qualsevol de les rutes existents, com l'omnipresent penya-segat.
Dos són els llocs principals per començar les accessions, l'entorn del santuari dels Santos Antonios de Urkiola, que aquesta a 730 msnm, i la vall d'Arrazola, que se situa a 250 m. També es pot accedir des d'Otxandio, que està a 549 m, i Aramaio que se situa a 312 m a través del serral de Zabalandi.
- Des d'Urkiola.

Les vies més utilitzades, per ser les més senzilles quant al desnivell a salvar, són les que parteixen des d'Urkiola. Una vegada en el santuari dels Santos Antonios se segueix el camí que es dirigeix a Urkiolamendi (1.009 m) o la pista que l'envolta i que condueix fins al serral d'Asuntze, que es troba a una altitud de 870 msnm i on hi ha una font d'aigua fèrrica que es coneix amb el nom de Pol-Pol, nom que es va estenent a tot el seu entorn.
Des d'Asuntze es poden seguir dos camins diferents per accedir per tres vies fins al cim.
- La via més utilitzada és la que seguint la pista cap a la dreta a peu de la mole calcària, cap a Zabalandi, arribem al serral de Pagozelai (970 m), on comencem, ficant-nos en la fageda, a remuntar el vessant pedregós d'Arrueta, just sota Saitze Puntie, fins a arribar al serral di Aguindi o Amboto Sakona Urkulu (1.227 m) ja al crestal. El cim, que queda a l'oest, s'assoleix seguint la cresta.

- Si se segueix la pista fins al serral de Zabalaundi (896 m) quan arribem a est, format entre l'Anboto i Ipizte, ens trobem amb la mole calcària que conforma el cim just damunt de nosaltres. És en aquesta vista d'Anboto on alguns li veuen una certa semblança amb el Cervino. Des d'allí, seguint les marques vermelles i blanques o les fites existents, o simplement el camí més marcat, es va ascendint, en una forta pujada, cap al cim, seguint la línia de l'esperó d'Azkilar o Eskilar i podent pujar-hi i visitar el seu ull. Quan l'esperó es troba amb el mateix cim d'Anboto trobem l'ull Bentanetan, que crida l'atenció per la vista que deixa veure: tot el tallat des de la seva part superior. En aquest punt, a mà esquerra de l'ull, hi ha una petita cova que comunica amb l'interior. L'ascens segueix fins a arribar al crestal, que cal seguir cap a l'esquerra per arribar al cim. Aquesta ruta és dura, en ascendir en molt poc tram els més de 300 m de desnivell.

- Des d'Asuntze es pot accedir molt fàcilment al serral de Larrano, que es troba a 900 msnm. Aquest serral és el que separa la part d'Alluitz de la de'Anboto. Des d'aquí i seguint el crestal cap a l'oest, anem conquistant els diferents cims que la componen: Kurutzeta (1.214 m), Elgoin (1.246 m) i Saitze Puntie (1.242 m) fins a arribar al collat d'Aguindi, on s'ajunta amb la ruta que ve pujant pel vessant. El cim queda ja proper.

- Des d'Arrazola.

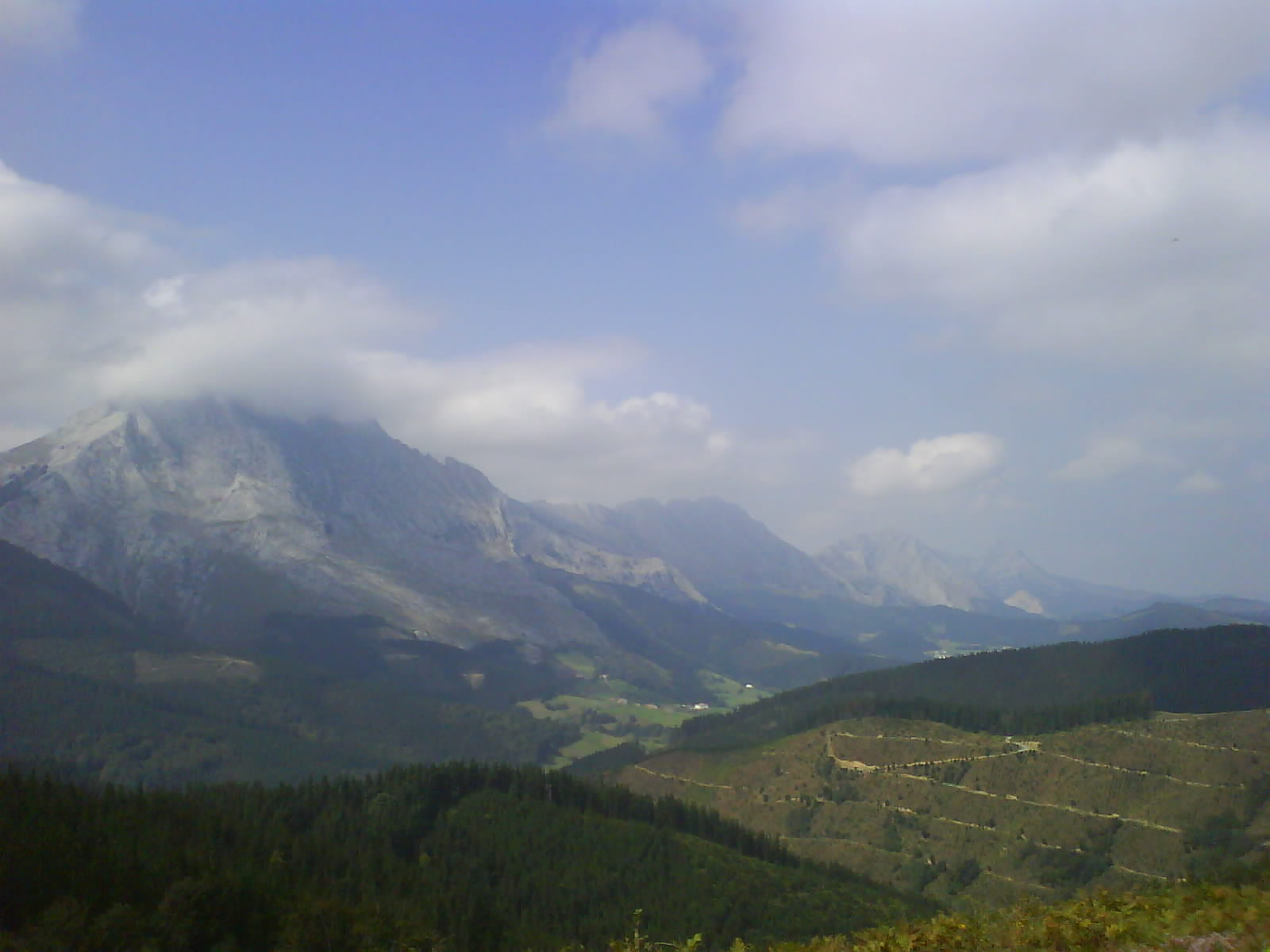
Vista del crestal d'Anboto per la cara sud des del Besaide.

Des de la vall d'Arrazola es poden fer, principalment, tres diferents rutes; totes elles salven més de 1.000 m de desnivell. Les que van per la part aquest arriben al serral de Larrano; les de la part oest al de *Zabalandi, i les centrals prenen com a referència l'aresta del Frare o Fraile Atxa, de 972 m d'altitud.
- Per Larrano:

Des del barri atxondarra d'Axpe, dels seus voltants, es pot accedir al serral de Larrano. Hi ha diversos camins que ens hi portenl, des de la pista que comunica aquest barri amb el de Mendiola d'Abadiño per Sagasta. Una vegada pujada s'arriba al pla. Hi ha una desviació a l'esquerra que ens deixa al peu de l'Alluitz; d'allí solament cal seguir el camí que surt a l'esquerra per arribar, una vegada de travessar un bosc de fajos i pujar per una canal, al vessant del Larrano, que es venç, arribant al serral. Des del serral se segueix el crestal fins al cim.
A Larrano també s'arriba des de Marzana per un camí que surt a l'esquerra de la carretera a Axpe, gens més travessar l'antiga via fèrria, avui passeig per als vianants, sobre una petita font fèrrica. I des del mateix Axpe, pujant per la carretera que puja al cementiri i a l'hotel Mendi Goikoa, solament cal seguir el camí que s'endinsa cap a la mole calcària, per arribar, una vegada al seu peu i superada el vessant, al serral de Larrano.
- Per Fraile atxa o Amboto Sakona;

Des de l'Arrazola es pren cap a la dreta el camí que condueix al paratge d'Intxartxueta, para, seguint la pista, posar-nos al peu de la gran *mole de Fraile Atxa o Bec del Frare (si seguim aquesta pista cap a la dreta arribarem al serral de Larrano). Avancem fins a situar-nos dins de l'Anboto Sakona (literalment "el profund d'Anboto") i comencem a ascendir la gran pendent. Aquesta ruta és la més abrupta de totes, que ens portarà, accedint per una canal entre Frailea i Anboto, fins al serral d'Aguindi, prop dels 1.200 m d'altitud, a prop ja del cim. Només cal seguir aquesta petita cresta per accedir al cim. La baixada per aquesta ruta, pel seu gran pendent, comporta perill, sobretot amb terreny humit o nevat. L'esperó de Fraile Atxa pot ser també escalat per les seves dues cares d'escalada, poc difícil però llarga i treballosa (P.D.*inf.).
Des d'aquest serral es pot arribar a Mariurrika Kobea, és a dir, la cova de Mari, la deessa reina de la mitologia basca. Només cal seguir a l'esquerra la petita sendera que ens condueix, sota el cim, fins a la paret vertical en la qual se situa la cavitat. Quan arribem a la vora d'aquesta, un túnel natural ens permet accedir al penya-segat. D'allí, per una sendera estreta i perillosa que en alguns llocs penja sobre el gran pati recomanant la utilització de cordes que assegurin el pas, s'accedeix a la boca, oculta per quedar en un rebaix de la roca, de l'estatge principal d'aquesta deessa fonamental en les creences antigues d'Euskal Herria.
- Per Zabalandi:

Des d'Arrazola podem accedir al serral de Zabalandi per dues rutes diferents: una d'elles forma part de la sendera de Petit recorregut PR-BI 201.1 que s'uneix amb el GR-123, i l'altra és la variant d'aquest mateix PR; és la PR-BI 201.2, que s'uneix al de Gran Recorregut, GR-12.
Per seguir la ruta PR-BI 201.1 se surt d'Arrazola i s'arriba al serral de Zumela, just al costat d'Andasto, sota l'Ipizte. Aquesta ruta segueix el rierol Errekaundi i discorre per una antiga calçada que utilitzaven els residents de la vall d'Atxondo per pujar a Urkiola. Se surt de l'església d'Arrazola cap al caseriu Iturriza i se segueix a l'esquerra en direcció sud. Al costat del caseriu Agerre gane s'abandona la carretera asfaltada, seguint a la dreta una pista cap al sud per arribar al dipòsit d'aigües, des d'on seguim una àmplia pista girant a l'esquerra per arribar a una font al costat d'una broda Bidegurutzeta, i d'allí, pujant, arribem a la Mendiko borda, on s'aprecien les restes de la calçada que ens conduirà fins a dalt. Passem per una fageda i creuem diverses vegades el rierol Errekaundi, perdent més amunt la calçada, per arribar, després de fer ziga-zaga per la fageda, al serral Andasto, quedant a l'esquerra el seu cim rocós (817 msnm). La senda s'uneix a la qual ve del Besaide i que condueix a Zabalandi, portant-nos fins al serral que queda al peu de la mole calcària d'Anboto. Des d'allí se segueix la ruta ja indicada.
Per seguir la ruta PR-BI 201.2 sortim d'Arrazola dirigint-nos al caseriu Iturriza i d'allí, per la dreta, anem fins a Atxeko, seguint direcció sud-est. Passem una tanca i, entre pins, ascendim en direcció sud-oest. Deixem la pista i per una senda a l'esquerra ens introduïm en una pineda que en fort pendent ens deixa en el serral d'Aizpuru, des d'on, en direcció sud, anem caminant per la cresta Eluberteko gana, arribant a la cova Artaungo sakona, la gran canal que es forma entre Anboto i Azkillar. Girant a la dreta i pujant de nou arribem al serral de Zabalandi, i d'allí, per la ruta ja assenyalada, al cim.

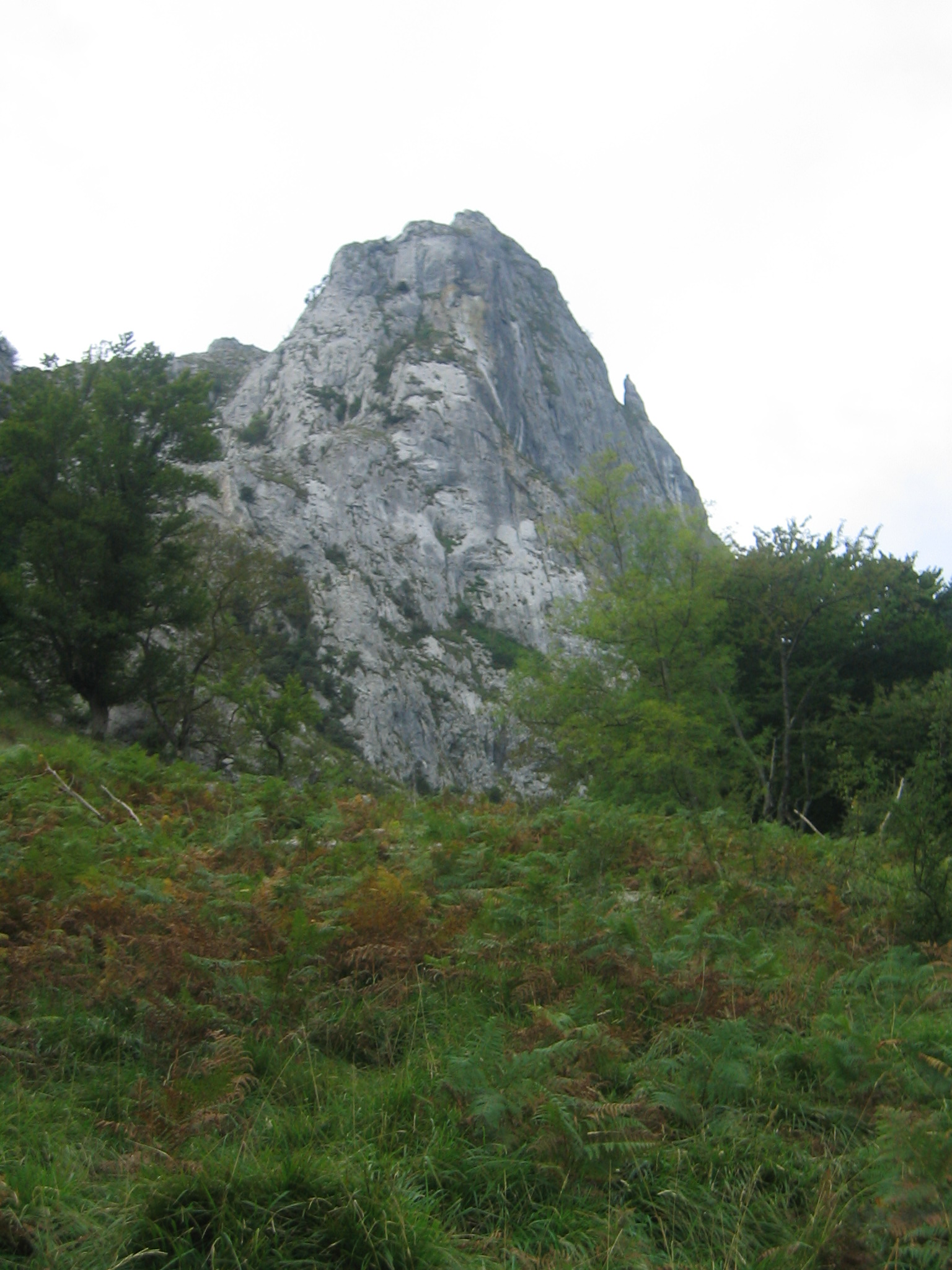
Esperó Fraile Atxa.

Temps d'accés: 
- Urquiola (2h).
- Atxarte (4h, cresta integral).
- Atxarte (2h 30m, per Asuntze).
- Aramayona (3h).
- Arrazola(2h 15m, cara N.).
- Arrazola (3h, per Zabalaundi).